# Prima (pomme)

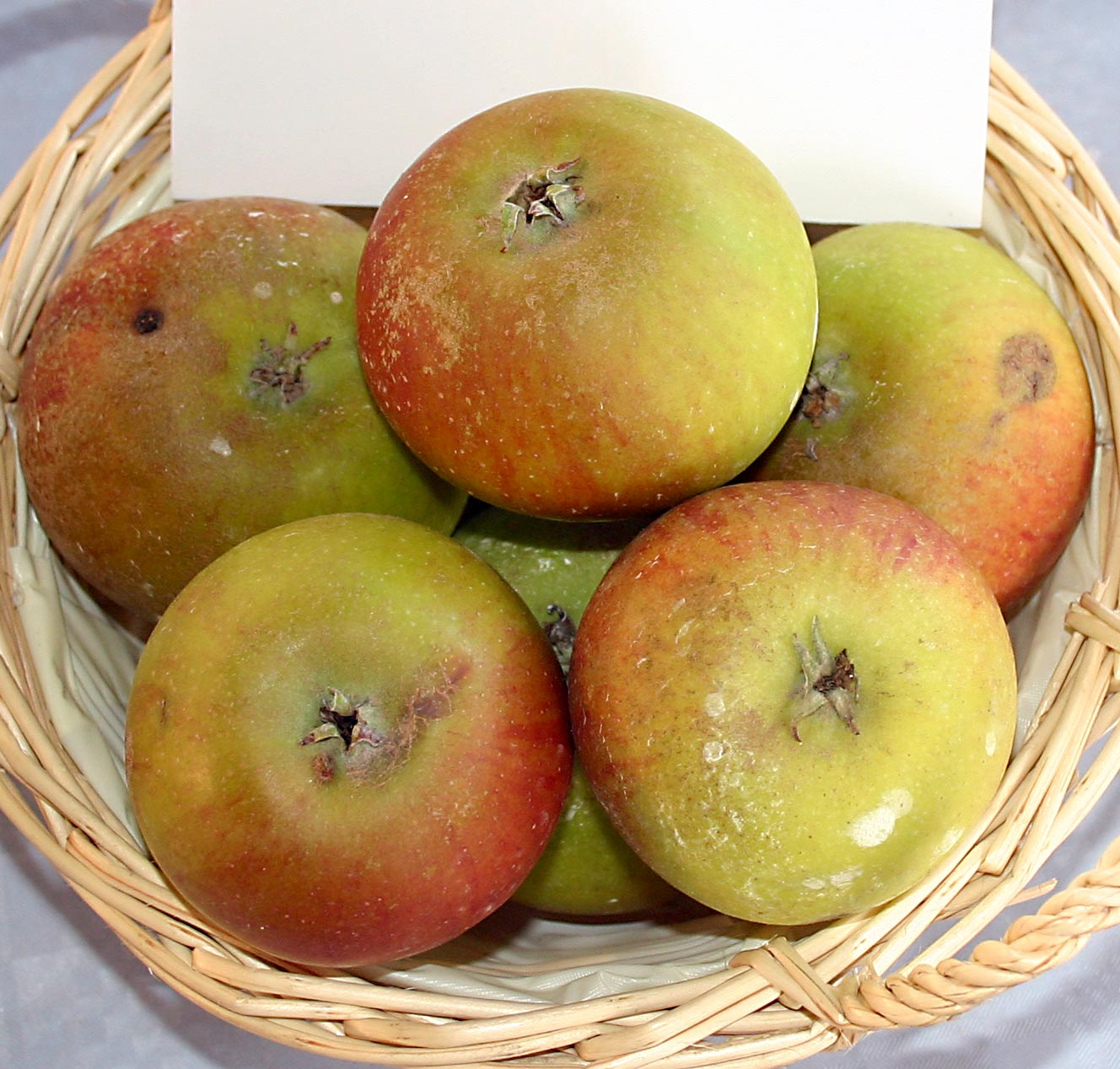
Pommes 'Prima'.

Prima est un cultivar de pommier domestique obtenu aux États-Unis en 1963 et diffusé en 1970.

Parfois référencé Co-op2.

## Parenté
Croisements multiples effectués par des universités américaines (PRI: Purdue, Rutgers et d'Illinois) pour sélectionner des variétés résistantes à la tavelure du pommier: PR1-14-510 x NJ123249

Descendants:
- Nela
- Rubinola
- Ecolette.
- Ce cultivar est un grand-parent de la pomme Ariane.

## Pollinisation
Groupe de pollinisation: B

## Maladies
Ce cultivar possède le gène Vf de résistance à la tavelure obtenu du Malus floribunda.